# Șase zile, șapte nopți
Șase zile, șapte nopți (titlu original: Six Days Seven Nights) este un film american de aventură și de comedie romantică din 1998 regizat de Ivan Reitman. În rolurile principale joacă actorii Harrison Ford și Anne Heche. Scenariul a fost scris de Michael Browning. A fost filmat în Kauai și a fost lansat la 12 iunie 1998.

## Prezentare
Robin Monroe (Anne Heche) este o jurnalistă din New York, care lucrează pentru revista de modă Dazzle. Logodnicul ei, Frank Martin (David Schwimmer), organizează o vacanță de șase zile și șapte nopți într-un arhipelag tropical din Pacificul de Sud, cu intenția de a o cere de soție.
Aici se întâlnesc cu Quinn Harris (Harrison Ford), un pilot lipsit de griji de vârstă mijlocie, care trăiește o viață prea liniștită cu prietena sa Angelica (Jacqueline Obradors), transportând pasageri și mărfuri cu un avion vechi. Robin și Frank ajung în hidroavionul lui Quinn (model de Havilland Canada DHC-2 Beaver), care îi transportă pe insula Makatea, destinația vacanței lor.
După o singură zi, Robin trebuie să meargă în Tahiti pentru a realiza un reportaj pentru revista la care lucrează, în timp ce Frank decide să rămână în Makatea. Robin îi cere lui Quinn să o însoțească, dar în timpul zborului ei sunt surprinși de o furtună și aterizează forțat pe o insulă pustie.
Frank află că prietena lui nu a sosit niciodată în Tahiti și începe să-i caute cu Angelica. Seara, Angelica, obosită și înfricoșată, îl întreabă dacă vrea să petreacă noaptea cu ea pentru a se relaxa. Frank mai întâi refuză invitația; dar până la urmă nu poate rezista grațiilor irezistibile ale fetei.
Între timp, Robin și Quinn, fără radio și provizii, lucrează împreună pentru a supraviețui așteptând ajutor. Inițial nu se înțeleg dar în cele din urmă, ușor ușor, se îndrăgostesc. Salvarea lor pare să vină de la un vas ancorat într-un golf al insulei. Dar când se apropie, Robin și Quinn își dau seama că este condus de pirați.
Urmăriți de pirați, care doresc să scape de doi martori incomozi, Robin și Quinn fug și ajung într-un hidroavion japonez prăbușit în timpul celui de-al doilea război mondial. Quinn scoate flotoarele și le înlocuiește cu cele de la avionul său. Deși rănit de pirați, el reușește să decoleze cu Robin și se întoarcă pe Makatea.
Quinn leșină în timpul zborului, iar Robin trebuie să improvizeze ca să piloteze și pentru a ateriza în apropierea plajei, în timp ce aici are loc comemorarea lor funerară. A doua zi, Robin merge să-l vadă pe Quinn în spital și îl întreabă dacă ceea ce au experimentat pe insulă este ceva important. Quinn dă din cap, dar răspunde că nu dorește să renunțe la viața lui liniștită.
Vacanța lui Robin și Frank se termină. La aeroport, Robin îi dezvăluie lui Frank că nu se poate căsători cu el deoarece este îndrăgostită de un alt bărbat. Frank îi mărturisește lui Robin că a înșelat-o cu Angelica și este de acord că acesta este un semn că între ei nu este iubire adevărată.
Quinn se duce la aeroport, sperând s-o convingă pe Robin să rămână. Când crede că a ajuns prea târziu, o vede pe Robin. Quinn îi spune că preferă o viață complicată alături de ea și cei doi pleacă să trăiască împreună într-o căsuță de pe insulă.

## Distribuție
- Harrison Ford - Quinn Harris
- Anne Heche - Robin Monroe
- David Schwimmer - Frank Martin
- Jacqueline Obradors - Angelica
- Temuera Morrison - Jager
- Allison Janney - Marjorie
- Douglas Weston - Philippe Sinclair
- Cliff Curtis - Kip
- Danny Trejo  - Pierce
- Ben Bodé  - Tom Marlowe
- Derek Basco - Ricky
- Amy Sedaris - secretara lui Robin

## Producție

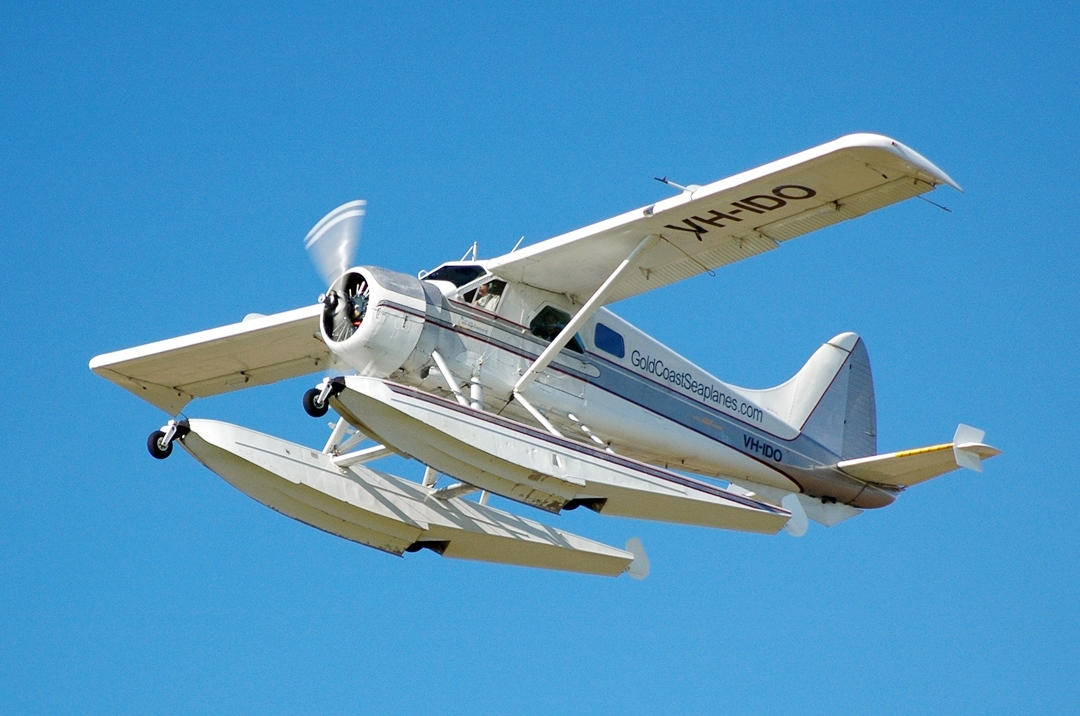
Imaginea unui model de hidroavion similar cu cel din film

Filmul prezintă cascadorii cu (hidro)avioane. Efectele au fost produse fără ajutorul calculatorului. Scena accidentului hidroavionului de Havilland Beaver a fost realizată cu un elicopter Huey care a tras aeronava fără pilot cu un cablu de 200 de picioare cu motorul în funcțiune.
Harrison Ford este pilot cu licență. El și-a realizat propriile sale zboruri în film, după ce a îndeplinit cerințele companiei de asigurări.

## Primire

### Răspuns critic
Filmul a primit în general recenzii negative. Filmul are un rating de 36% pe site-ul Rotten Tomatoes, bazat pe 39 de recenzii. 
Deține un scor de 51 din 100 pe Metacritic, bazat pe recenzii de la 23 de critici.

### Box office
Venitul filmului a depășit bugetul de producție de 70 de milioane de dolari numai în Statele Unite, unde a câștigat 74.329.966$. Încasările din vânzări internaționale au o valoare totală de 90.509.328$; astfel încât suma totală a încasărilor este de 164.839.294$ la nivel mondial.